# Beifudi

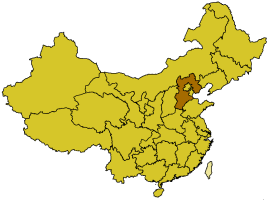
Localização da Província de Hebei na China

Beifudi (北福地) é um sítio arqueológico pré-histórico situado perto de Yixian, na Província de Hebei (China). Trata-se duma aldeia pré-histórica neolítica recentemente descoberta que, segundo os arqueólogos chineses, é um dos mais importantes e antigos sítios conhecidos dessa época.. As escavações foram dirigidas por Duan Hongzhen.

## Características
As primeiras notícias sobre a existência de uma jazida de Beifudi remontam a 1985, embora não fosse escavado até uma campanha realizada durante 2003-2004.
O sítio, que abrange umas três ha na beira norte do rio Yishui, contém artefatos de uma cultura contemporânea da Cultura de Cishan e da de Xinglongwa, datáveis ao redor de 8000 a.C. / 7000 a.C., dois círculos culturais bem conhecidos, situados a leste das Montanhas Taihang, e que enche um vazio arqueológico entre ambas as culturas do norte da China. A área total escavada é de mais de 1.200 km². A coleção de achados neolíticos do sítio pode ser datada em duas fases.
Este sítio arqueológico foi votado na reunião anual dos arqueólogos chineses como o primeiro entre os dez mais salientes dos lugares descobertos em 2004.

## Achados
A descoberta mais significativa das escavações da primeira fase, com uma cronologia de -8000 / 7000 a.C., foi o elevado número de máscaras de cerâmica, com formas humanas e de animais, as mais antigas encontradas em escavações até agora. Em Beifudi foram desenterradas uma dúzia de carantonhas com rosto de humano, de gato, de macaco e de porco. Uma das caretas humanóides tem o nariz e a boca realizada em baixo-relevo, é dizer relevo tipo exciso, entanto os olhos são realizados pelo método de perfurado. Tal descoberta, inédita em sítios desta época, dos primeiros artefatos de barro com gravuras efetuadas por excisão, acrescenta vários milênios à história chinesa do baixo-relevo.
Esses artefatos, com as plataformas elevadas, ou altares, encontradas, podem fornecer informação sobre da religião primitiva e das práticas xamânicas da China Setentrional. Embora as crenças desses povos neolíticos não sejam conhecidas, os chineses primitivos efetuavam sacrifícios rituais e cremação de cadáveres (fanyi) sobre plataformas elevadas. Encontraram-se tanto enterramentos de humanos como de animais. Acredita-se que as máscaras faziam parte dos ritos a realizar durante os sacrifícios e os enterramentos.
Os objetos encontrados nas escavações, correspondentes à segunda fase cronológica, datadas  de 7000 a 6500 a.C,, compreendem cerâmica e artefatos líticos. A cerâmica está formada de recipientes fu de fundo redondo, recipientes assentáveis, e tigelas bo, bem como potes com dupla asa de boca-pequena. Os arqueólogos também desenterraram os restos de dez cobertas de moradias semi-subterrâneas, que estavam concentradas numa parte do sítio, e nas quais aparece uma disposição sistemática, com a cozinha e áreas de reunião no centro dos habitáculos. Entre os artefatos achados nestas moradias incluem-se blocos de pedra, materiais de construção e pedaços de cerâmica rota. Também se encontraram poços de cinzas, lugares de sacrifício, peças de jade e assim mesmo máscaras, com baixo-relevos, de cerâmica, muito bem conservadas.

## Conclusões
Baseados sobre os dados da Arqueologia, a Geologia e a Antropologia, os atuais investigadores vêm as origens da Civilização chinesa como a história das interações entre culturas e grupos étnicos muito diferentes que influenciaram o desenvolvimento de uns e de outros. Como a jazida de Beifudi está localizado na China do Norte, onde o clima é mais seco que na do Sul, é verossímil que a cultura do lugar cultivasse milhete, embora não se encontrou nenhuma evidência direta de tal feito. O achado de ferramentas de pedra para processar os alimentos não é uma prova fiável de que a cultura de Beifudi desenrolasse a agricultura, já que tais instrumentos foram usados desde antes que aparecesse o cultivo.
A importância do sitio pré-histórico de Beifudi assenta no seu  potencial para fornecer informação arqueológica a respeito das crenças e das práticas cerimoniais desta cultura, através dos antiqüíssimos artefatos com baixo-relevos aqui encontrados, bem como dados para compreendermos melhor os começos da arquitetura chinesa.